# Vlag van Tadzjikistan

Vlag van Tadzjikistan (ratio 1:2)

De vlag van Tadzjikistan werd aangenomen op 24 november 1992 en verving de vlag die in gebruik was toen het land deel uitmaakte van de Sovjet-Unie.

## Symboliek
De huidige vlag van Tadzjikistan heeft dezelfde kleuren als de laatste vlag van Tadzjikistan als Sovjet-republiek (zie hieronder). Rood, wit en groen zijn dan ook de nationale kleuren, en de kleuren van de Pan-Iraanse kleuren. In de huidige vlag symboliseert rood de eenheid van het land, wit de katoenproductie en groen het landschap. Het symbool in de middelste baan, die tweemaal zo hoog is als elk van de andere twee banen, is een kroon die door zeven sterren omringd wordt.
De Tadzjieken staan qua taal en cultuur dicht bij Iran; de vlag van Iran (of die van het oude Perzië) lijkt dan ook van invloed te zijn geweest op het ontwerp van de vlag van Tadzjikistan.

## Vlaggen van de Tadzjiekse Socialistische Sovjetrepubliek
De laatste vlag van de Tadzjiekse Socialistische Sovjetrepubliek werd aangenomen door de Tadzjiekse Socialistische Sovjetrepubliek op 20 maart 1953. Het is een van de acht vlaggen die deze socialistische sovjetrepubliek gehad heeft.

### Chronologisch
De Tadzjiekse Autonome Socialistische Sovjetrepubliek (afgesplitst van de Oezbeekse Socialistische Sovjetrepubliek in 1925) werd in 1929 omgezet naar de Tadzjiekse Socialistische Sovjetrepubliek. Hieronder een chronologisch overzicht van de vlaggen die de Tadzjiekse Autonome Socialistische Sovjetrepubliek en de Tadzjiekse Socialistische Sovjetrepubliek hebben gehad tussen 1929 en 1992:
|                                      | 23 februari 1929 – april 1929                | De eerste vlag van de Tadzjiekse Autonome Socialistische Sovjetrepubliek werd aangenomen. Deze was geheel rood, met het wapen van de Sovjet-Unie in de linkerbovenhoek. |
|                                      | april 1929 – 24 februari 1931                | Het wapen is aangepast. |
|                                      | 24 februari 1931 – 4 juli 1935               | Na het ontstaan van de Tadzjiekse Socialistische Sovjetrepubliek werd in de grondwet een nieuwe vlag aangenomen: Een rode vlag met onderschrift in Latijns schrift: RSS Toҫikiston (Respoeblikai Sovjetii Sotsialistii Todzjikiston)                                                                              |
|                                      | 4 juli 1935 – 26 mei 1936                    | Onder de naam RSS Toҫikiston werd de Russische benaming geplaatst in cyrillisch schrift: Таджикская ССР |
|                                      | 26 september 1936 – 1938                     | De Latijnse naam en cyrillische naam werden in het lettertype sans serif geplaatst en hierboven (linkerbovenhoek) werden de symbolen van de Sovjet-Unie geplaatst; de hamer en sikkel |
|                                      | 1938 – 28 september 1940                     | De Tadzjiekse naam ҪSS Toҫikiston werd veranderd in RSS Toҫikiston. |
|                                      | 28 september 1940 – 1953                     | De Tadzjiekse naam RSS Toҫikiston werd veranderd in het cyrillische РСС Тоӌикистон (met de Tadzjiekse 'ӌ' [dzj] in plaats van de Russische 'ч' [tsj]) |
|                                      | 20 april 1953 – 9 september 1991             | De laatste vlag werd aangenomen. Deze is rood met een witte en een groene baan, waarbij de witte tweemaal zo breed is als de groene. Het rood in de vlag staat voor het communisme, het wit voor de katoenproductie (de basis voor de landbouw van de Tadzjieken) en het groen voor de overige landbouwproductie. |
|                                      | 20 april 1953 – 24 november 1992 (keerzijde) | Zonder hamer en sikkel, ook achterzijde van de vlag. Na de gebeurtenissen van de mislukte staatsgreep in Moskou, verklaarde Tadzjikistan de onafhankelijkheid van de Sovjet-Unie. |
| 10 september 1991 – 24 november 1992 |                                              | Zonder hamer en sikkel, ook achterzijde van de vlag. Na de gebeurtenissen van de mislukte staatsgreep in Moskou, verklaarde Tadzjikistan de onafhankelijkheid van de Sovjet-Unie. |

Na de onafhankelijkheid op 9 september 1991 bleef de achterkant van de vlag van de Tadzjiekse Socialistische Sovjetrepubliek in gebruik als de Tadzjiekse nationale vlag totdat in november 1992 een nieuwe Tadzjiekse vlag werd aangenomen, waarmee het laatste post-Sovjet-land werd dat een geheel nieuwe vlag ontving.